# Fetus in fetu

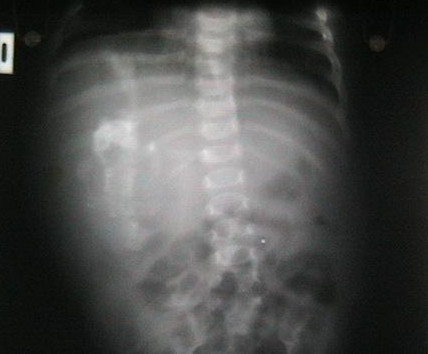
Radiografía anteroposterior abdominal.

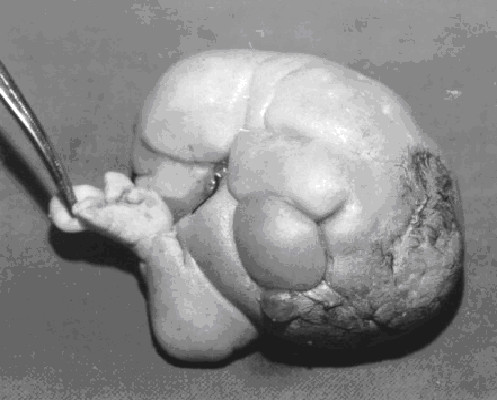
Espécimen posoperatorio.

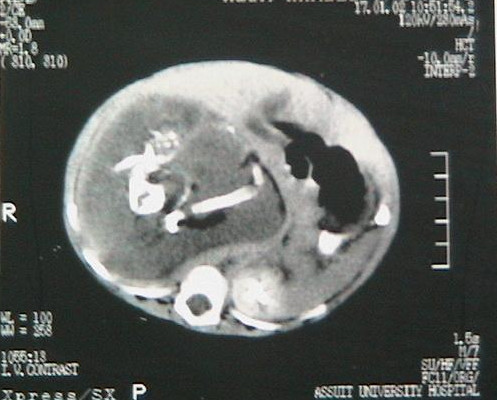
Tomografía retroperitoneal.

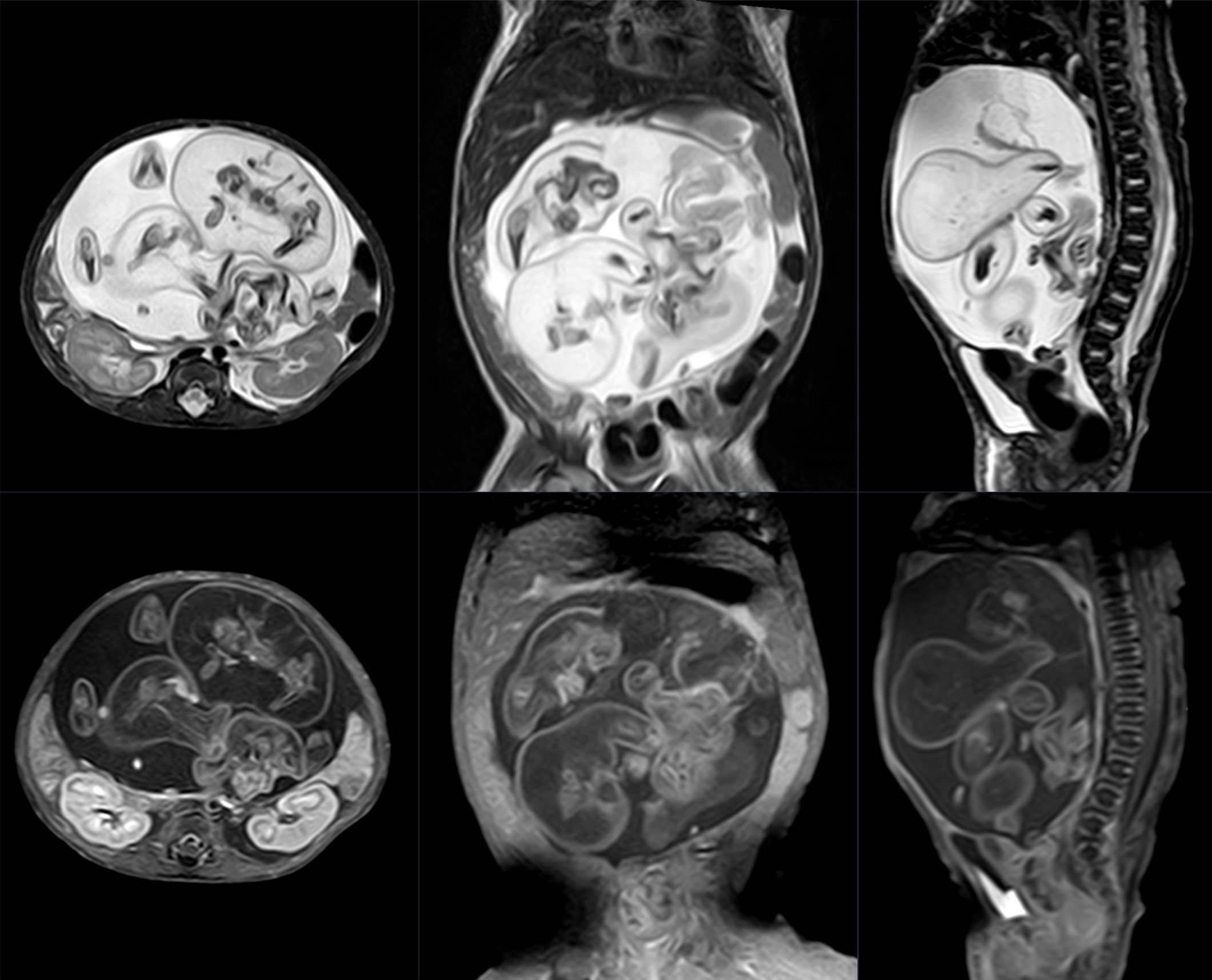
Fetus in fetu

El fetus in fetu es un gemelo parásito o mellizo parásito muy poco desarrollado (ya que no cuenta con órganos internos), una formación humanoide creada por un accidente en cierto punto de la formación del cigoto previo a la formación del embrión.
Ocurre en 1 de 1 000 000 nacimientos, y se define como una masa fetiforme totalmente encerrada dentro del cuerpo del autósito o hermano desarrollado. Al extraerse, está envuelto en lo que parece un huevo de gallina, pero mucho más grande y extremadamente duro. El parásito, cuando es extraído y expuesto, tiene un color blanco. Una vez que se extrae, muere, ya que es un tejido totalmente dependiente de su hospedador. Al igual que en los gemelos parásitos, corazón y cerebro están ausentes o son muy rudimentarios. Puede estar más o menos organizado, con características muy variables, desde apenas una bola de tejidos hasta contener restos de pelo, hueso, manos con dedos y uñas y hasta piernas. La extirpación quirúrgica no presenta el menor problema dado que no pasan de ser tumores que pueden llegar a ser un potencial riesgo para su hospedador, debido a que se alimenta de este, representando para el hospedador una carga semiviva sin función en el organismo, y pueden llegar a malignizar.